# 제노스코
제노스코(영어: Genosco)는 신약 개발을 전문으로 하는 바이오 제약 회사로, 오스코텍의 자회사이다.

## 역사
2000년에 설립되었으며 2008년 보스턴에 연구개발 센터를 설립하여 신약 개발을 본격화했다. ‘GENO-Kinase(GENO-K)’ 및 ’GENO-Degrader(GENO-D)’라는 독자적인 신약 개발 플랫폼을 통해 다양한 신약 후보 물질을 발굴해왔다.
2024년 10월 22일에 한국거래소에 상장 예비심사 청구서를 제출하였으나 승인이 거부되었다.

## 성과 및 계획
- 렉라자: 미국 FDA 승인을 받은 항암제[4]
- 기타 파이프라인: 특발성 폐섬유증 치료제 ‘GNS-3545’와 뇌 해면상 혈관종(CCM) 치료제 등의 개발을 진행 중이며, 새로운 플랫폼인 항체접합분해제(DAC)도 준비하고 있다.